# Delia montium
Delia montium este o specie de muște din genul Delia, familia Anthomyiidae, descrisă de Willi Hennig în anul 1974.
Este endemică în Italia. Conform Catalogue of Life specia Delia montium nu are subspecii cunoscute.